# Kim Jae-woo
Kim Jae-woo (김재우?; 6 febbraio 1998) è un calciatore sudcoreano, difensore del Daejeon Hana Citizen.

## Caratteristiche tecniche
È un difensore centrale.

## Carriera

### Club
Ha giocato nella prima divisione sudcoreana.

### Nazionale
Ha giocato nella nazionale sudcoreana Under-23.
Nel 2021 viene convocato dalla nazionale olimpica sudcoreana per prendere parte alle Olimpiadi di Tokyo. Debutta il 22 luglio in occasione del match perso 1-0 contro la Nuova Zelanda.

## Statistiche
Statistiche aggiornate al 28 luglio 2021.

### Presenze e reti nei club
| Stagione        | Squadra         | Campionato      | Campionato | Campionato | Coppe nazionali | Coppe nazionali | Coppe nazionali | Coppe continentali | Coppe continentali | Coppe continentali | Altre coppe | Altre coppe | Altre coppe | Totale | Totale | Totale |
| Stagione        | Squadra         | Comp            | Pres       | Reti       | Comp            | Pres            | Reti            | Comp               | Pres               | Reti               | Comp        | Pres        | Reti        | Pres   | Reti   |        |
| --------------- | --------------- | --------------- | ---------- | ---------- | --------------- | --------------- | --------------- | ------------------ | ------------------ | ------------------ | ----------- | ----------- | ----------- | ------ | ------ | ------ |
| 2016-2017       | Horn            | 1L              | 15         | 0          | CA              | 0               | 0               |                    | -                  | -                  |             | -           | -           | 15     | 0      |        |
| 2017-gen. 2018  | Horn            | RL              | 8          | 0          | CA              | 1               | 0               |                    | -                  | -                  |             | -           | -           | 9      | 0      |        |
| 2018            | Bucheon FC 1995 | KL2             | 1          | 0          | CC              | 0               | 0               |                    | -                  | -                  |             | -           | -           | 1      | 0      |        |
| 2019            | Bucheon FC 1995 | KL2             | 25         | 1          | CC              | 0               | 0               |                    | -                  | -                  |             | -           | -           | 25     | 1      |        |
| 2020            | Daegu           | KL              | 11         | 0          | CC              | 1               | 0               |                    | -                  | -                  |             | -           | -           | 11     | 0      |        |
| 2021            | Daegu           | KL              | 13         | 0          | CC              | 1               | 0               |                    | -                  | -                  |             | -           | -           | 13     | 0      |        |
| Totale carriera | Totale carriera | Totale carriera | 73         | 1          |                 | 3               | 0               |                    | -                  | -                  |             | -           | -           | 76     | 1      |        |